# プラスティック・シティ
『プラスティック・シティ』（原題："塑料城市"から"蕩寇"に改名、英題：Plastic City）は、中国・香港・ブラジル・日本の合作作品で、ユー・リクウァイ監督による2008年の映画。キャッチフレーズは「この世界を、生き抜く。」

## ストーリー
不法入国の中国人ユダはアマゾンで捕まり連行されるが、逃走中の日本人夫婦が狙撃される隙を見て逃げる。ユダは殺された夫婦の息子が白いトラの前で動けなくなっているのを救う。時は過ぎ、ユダはブラジルの東洋街のボスになり、キリンと名付けられた少年は息子として彼の片腕になっていた。ユダは政治家のコエーリョと手を組んでいた。キリンは彼を嫌い新しい商売を提案するが、ユダに一蹴される。やがてコエーリョはユダを裏切り、ユダは投獄された。釈放金を要求するコエーリョをキリンは脅してユダを釈放させるが、ショッピングモールを奪われ、船や積荷も差し押さえられる。かつてのユダの手下にユダを貶されたキリンは、ユダのプライドのために彼を殺害するが、ユダは逮捕されたキリンのため、コエーリョに負けを認めて引退する。気の抜けたユダには奇行が目立つようになるが、コエーリョの手下は執拗にユダの命を狙っていた。ユダとキリンが狙われて仲間が撃たれ、キリンは復讐を宣言する。幻覚と現実が混じり合う中、ユダはキリンがサムライになって敵と戦う姿を見ていた。仲間を失い１人になったキリンは街を彷徨い、抗争の責任をとって投獄されたユダが監獄で死亡したニュースを見る。キリンは生きる気力を失うが、生き残っていた仲間に助けられ、ユダからの写真を受け取った。キリンは写真に写っていたアマゾンに行き、過去の記憶を思い出すと気を失う。キリンを介抱していたのは極秘にアマゾンに送られていたユダだった。ユダはキリンの邪気を払っている途中、自分の未来を垣間見る。ユダとキリンの前に白いトラが現れた時、ユダはキリンの手を借りて、自ら命を絶った。１人になったキリンがジャングルを抜けると、そこには海が広がっていた。

## キャスト
- キリン：オダギリジョー
- ユダ：アンソニー・ウォン
- オチョ：ホァン・イー
- リタ：タイナ・ミュレール
- ミスター台湾：チェン・チャオロン
- テツオ：フィリピ・ハーゲンセン
- コエーリョ：アントーニオ・ペトリン
- ノット・デッド：ミルヘム・コルタス
- ダニーロ：アレクサンダー・ボージュ
- マリオ：クローディオ・ジャボランディ

## スタッフ
- 製作：グラーヌフィルムズ、エクストリーム・ピクチャーズ
- 共同製作：ビターズ・エンド、サンドリーム・モーション・ピクチャーズ、パリ・フィルムズ
- 提供：アルテ・フランス、メディアファクトリー、オゾン・ネットワーク、テレイマージュ、東名阪ネット6
- 監督：ユー・リクウァイ
- 脚本：ユー・リクウァイ、フェルナンド・ボナシ
- 撮影監督：ライ・イウファイ
- 照明：ウォン・チミン
- 美術：カシオ・アマランテ
- 刺青：ジュン・マツイ
- ビジュアル・コンサルタント：カッシオ・ヴァスコンセロス
- 編集：ヴェンダース・リー、アンドレ・フェノッティ
- 音楽：フェルナンド・コロナ、半野喜弘
- 録音：ケン・ウォン
- 衣裳：クリスティーナ・カマルゴ
- スチール：黒田光一
- メイク：ギャビ・モラエス
- ビジュアル・エフェクト：シナイ・マウンテン
- キャスティング(ブラジル)：アレッサンドラ・トシ
- ライン・プロデューサー：アンドレ・モンテネグロ、ロドリゴ・カステラー・マグー
- アシスタント・プロデューサー：マニュエラ・マンドゥラー、パトリック・シアレッタ 、パウロ・リベイロ
- 共同プロデューサー：フランソワ・ダ・シルヴァ、ジャックリーヌ・リュー、小坂史子
- エグゼクティブプロデューサー：トム・チャン、ルイ・ピアス、ソーニャ・ハンバーガー
- プロデューサー：ファビアーノ・ガレーン、カイオ・ガレーン 、チョウ・キョン、ジャ・ジャンクー、定井勇二、ツイ・シウミン、デボラ・イワノフ、ガブリエル・ラセルダ

## その他
ユー・リクウァイ監督はジャ・ジャンクー監督の撮影監督として知られ、本作にはジャ・ジャンクー監督もプロデューサーとして参加している。
作品中にパルクール(フリーランニング)のイメージを取り入れている。
劇中オチョが歌っているのは欧陽菲菲「恋の十字路」。
初期設定に「キリンは少年時代、ストリート・チルドレンとしてキリンビールの缶を集めてくるから、名前がキリン」とあったが、最終的にその設定は無くなった。
(ユー・リクウァイ監督は2004年の韓国映画「夜迷宮」でも、PLASTIC CITYを舞台にして、キリンビールの空き缶集めをして生計を立て、「キリン」と呼ばれる青年を主人公にしている。)

## 映画祭
- 第65回ヴェネツィア国際映画祭 コンペティション部門 -8月27日〜9月6日
- 第33回トロント国際映画祭-9月4日～13日
- 第13回釜山国際映画祭-10月2日～10日
- 第8回ニューヨークアジア映画祭-6月19日〜7月5日